# 4.ª División de Infantería (Estados Unidos)
La 4.ª División de Infantería (en inglés 4th Infantry Division) es una división del Ejército de los Estados Unidos, cuya base principal actual se encuentra en Fort Hood, Texas, aunque cuenta con dos brigadas de maniobra estacionadas en Fort Carson, Colorado. Está considerada como la división estadounidense más avanzada tecnológicamente en temas militares.
La división tiene dos apodos, el primero, Ivy (es decir, hiedra), es un juego sobre las palabras del número romano IV o 4. Las hojas de hiedra también simbolizan la tenacidad y la fidelidad que es la base de la divisa de la División: "Firme y leal". El segundo apodo, Iron Horse (caballo de hierro), ha sido adoptado recientemente para indicar la velocidad y el poder de la División.
La División fue creada en 1917, para participar en la campaña del Frente Occidental en Francia durante la Primera Guerra Mundial, tomando parte igualmente en distintas batallas de la Segunda Guerra Mundial, destacando por el Desembarco de Normandía, en la Playa de Utah. Con posterioridad, la División ha tomado parte en la guerra de Vietnam y en las operaciones en Irak hasta la fecha: guerra del Golfo, Invasión de Irak en 2003 y guerra de Irak.

## Historia de la División

### Formación
La 4.ª División de Infantería fue organizada en la base militar de Camp Greene, en Carolina del Norte, el 10 de diciembre de 1917, siendo su primer jefe del mayor general George H. Cameron. Adoptó como insignia distintiva propia las cuatro hojas de hiedra, haciendo un juego de palabras con el numeral romano de la División, IV, y la palabra en inglés ivy, que significa hiedra. La División tomó igualmente como divisa Firme y Leal.
La División fue organizada formando parte de la acumulación de medios militares organizada por el Ejército de los Estados Unidos como consecuencia de la declaración de guerra efectuada por los Estados Unidos a las Potencias Centrales en la Primera Guerra Mundial, el 6 de abril de 1917, lo que hizo que el país pasase a formar parte del bloque de los Aliados en dicha guerra, junto al Reino Unido y Francia, además de otros países menores.

#### Estructura

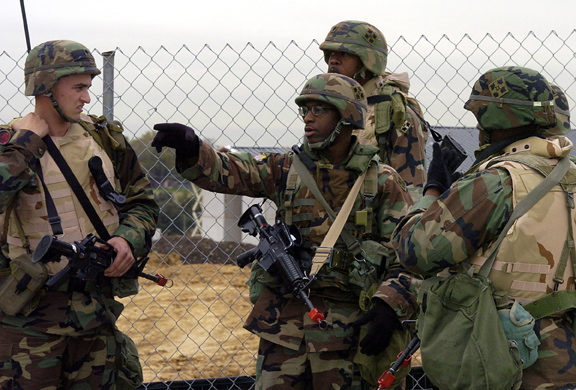
Soldados de la 4.ª División en ejercicios militares en Texas el 2004.

En el momento de su creación, la División estaba formada por unos 32 000 soldados, y poseía la siguiente estructura:
7.ª Brigada de Infantería
39.º Regimiento de Infantería
47.º Regimiento de Infantería
11.º Batallón de Ametralladoras
8.ª Brigada de Infantería
58.º Regimiento de Infantería
59.º Regimiento de Infantería
12.º Batallón de Ametralladoras
4.ª Brigada de Artillería
77.º Regimiento de Artillería de Campaña
13.º Regimiento de Artillería de Campaña
16.º Regimiento de Artillería de Campaña
4.º Regimiento de Ingenieros
8.º Batallón de Señales de Campaña
Tren del Cuartel General y Policía Militar
4.º Tren de Amunicionamiento
4.º Tren de Suministros
4.º Tren de Ingenieros
4.º Tren de Sanidad
19.º Hospital de Campaña
21.º Hospital de Campaña
28.º Hospital de Campaña
33.º Hospital de Campaña

### Primera Guerra Mundial

#### Ofensiva en Saint-Mihiel
Trasladada a Europa e integrada en la Fuerza Expedicionaria Estadounidense, la 4.ª División de Infantería tomó parte en 1918 en la batalla del saliente de Saint-Mihiel, al sur de las fortificaciones de Verdún, formando parte del Primer Ejército de Estados Unidos.
En dicha batalla, el general John J. Pershing, que estaba al frente de la Fuerza Expedicionaria Estadounidense, insistió y consiguió ante los mandos Aliados en llevar a cabo el ataque contra los alemanes en solitario, a partir de los medios y organización del Ejército de los Estados Unidos. El objetivo del ataque asignado a las tropas estadounidenses era el de reducir el llamado saliente de Saint-Mihiel, un saliente en la línea del frente ocupado por los alemanes.
Para ello, la 4.ª División, que fue asignada al V Cuerpo de Ejército, ocupaba la cara occidental del saliente. El plan de batalla era que el V Cuerpo empujase a los alemanes hacia el sudeste, hasta encontrarse con el IV Cuerpo de Ejército, que lo haría hacia el noroeste, atrapando así en un cerco a las tropas alemanas que defendían el saliente en el sector de Saint-Mihiel.
El 59.º Regimiento de Infantería pasó pues a ocupar un sector de frente antes defendido por el Ejército francés, desplegándose a lo largo de un frente de 9 kilómetros. El 12 de septiembre de 1918, el 59.º Regimiento envió sus primeras patrullas de descubierta. La 4.ª División atacó el 14 de septiembre, llevando al frente a la 8.ª Brigada, que tomó la ciudad de Manheulles. A todo lo largo de la línea del frente, las fuerzas estadounidenses avanzaron, logrando su objetivo de eliminar el saliente de Saint-Mihiel.

#### Ofensiva del Mosa-Argonne

##### Primera fase
El 26 de septiembre de 1918 dio comienzo la última gran batalla de la Primera Guerra Mundial, la ofensiva de Meuse-Argonne. Desplazándose bajo el manto de la oscuridad de la noche para mantener el secreto, los estadounidense se habían movido en su sector del frente tras finalizar su misión en el área de Saint-Mihiel. Tres cuerpos de ejército estadounidenses quedaron asignados al sector estadounidense del frente. El III Cuerpo sostuvo el ala derecha del frente, con el V Cuerpo a su izquierda. La 4.ª División fue asignada para esta batalla al III Cuerpo. El sector del III Cuerpo tenía a la 33.ª División en su ala derecha, la 80.ª División ocupaba el centro, a la vez que a la 4.ª División le fue asignado el ala izquierda, en contacto con la 79.ª División del V Cuerpo a su izquierda.
La 7.ª Brigada subió a la línea de frente, ocupando unas trincheras alrededor de la Colina 304. La División planeaba enviar una de las brigadas al ataque, para luego hacer seguir a la siguiente, una vez agotado el impulso de la primera, con la finalidad de seguir presionando en el avance. El ataque del 26 de septiembre fue realizado en un frente estrecho. La 7.ª Brigada avanzó y, tras tomar un alto número de prisioneros alemanes, alcanzó la segunda línea de defensa germana a las 09:00, en las cercanías de la ciudad de Cuisy. Los alemanes presentaron una defensa encarnizada, pero el 39.º Regimiento de Infantería logró derrotarles y avanzó hacia Septsarges. Durante este primer día de ofensiva, la 7.ª Brigada había capturado a 1700 prisioneros, y más de 40 piezas de artillería. El Cuartel General de la División fue igualmente desplazado hacia adelante, hasta Cuisy.
El 27 de septiembre se reemprendió el ataque, con un fuego de barrera de artillería. El 39.º de Infantería avanzó a cubierto de la barrera de artillería hasta que se vio bloqueado por fuego de ametralladora lanzado contra ellos desde una zona boscosa, el Bois des Ogons. La 8.ª Brigada avanzó a su vez el 29 de septiembre para relevar en la línea de frente al 39.º Regimiento. La 8.ª Brigada avanzó por el Bois de Brieulles, pero topó con un fuego de ametralladora cada vez más intenso procedente del Bois des Ogons. Durante los siguientes cuatro días se hicieron muy escasos progresos, como consecuencia del terrible estado en que se hallaban los caminos, lo que obstaculizaba enormemente tanto la recepción de suministros como la de refuerzos para proseguir el avance. Hacia el 3 de octubre, la primera fase de la ofensiva del Mosa-Argonne estaba concluida.

##### Segunda fase
Sin embargo, gracias a los denodados esfuerzos del personal encargado de los trenes de suministro y de municiones, hacia el 3 de octubre ya se había logrado hacer acopio del suficiente material de guerra como para proseguir el ataque. Según el plan de avance, la División debería luchar y seguir su avance por las muchas zonas boscosas que rodean la ciudad de Brieulles, hasta alcanzar la captura de dicha ciudad. La mañana del 4 de octubre, la 8.ª Brigada emergió de sus trincheras y avanzó a través de un terreno cubierto por una espesa capa de niebla. Sin embargo, tras escampar la niebla repentinamente, los alemanes quedaron alertados y abrieron fuego, especialmente en las zonas derecha e izquierda del avance. El 58.º Regimiento de Infantería tuvo que echar mano de las máscaras antigás, ya que los proyectiles lanzados por los alemanes contenían gases, aunque finalmente lograron alcanzar una zona a cubierto en el Bois de Fays. A lo largo de los siguientes cuatro días no se pudo avanzar la línea, mientras que los estadounidenses debieron soportar un constante bombardeo, así como la presencia de patrullas nocturnas alemanas que intentaban infiltrarse en sus líneas. El siguiente movimiento se produjo el 9 de octubre, con la orden de ataque a la 7.ª Brigada, retirándose a la 8.ª Brigada a retaguardia. El 39.º Regimiento de Infantería fue designado como la unidad que encabezaría el nuevo asalto. La orden de ataque se dio justo al caer la noche. Con dificultades, los hombres avanzaron tropezando en la oscuridad, entorpecidos por las máscaras de gas y por el fuego enemigo, con lo que se pudo hacer muy pocos progresos. El 39.º Regimiento fue entonces retirado, para volver a atacar a las 07:00 del 10 de octubre. El 2.º Batallón del 39.º sufrió en el ataque importantes bajas. Muchos de los oficiales del 39.º resultaron muertos o heridos, incluyendo a todos los comandantes.
Se ordenó pues un nuevo ataque el 10 de octubre al 39.º Regimiento, y a las 17:30 h su 2.º Batallón combatía en el Bois de Peut de Faux. Los hombres se enterraron durante la noche. A primera hora de la mañana del 11 de octubre, todo el personal de mando del 39.º Regimiento había sido víctima de los gases, por lo que se ordenó al teniente coronel Troy Middleton, del 47.º Regimiento de Infantería, que tomase el mando del 39.º Regimiento. Atacando en la mañana del 11 de octubre, la 7.ª Brigada se abrió camino a través del Bois de Foret. Las órdenes para el 12 de octubre eran que debían limpiar completamente las últimas bolsas de resistencia alemana en el Bois de Foret. Enviaron patrullas al lado del norte de la Colina 299. El 13 de octubre, las unidades de la 4.ª División fueron relevadas por el 4.º Regimiento de Infantería, perteneciente a la 3.ª División de Infantería.
El 10 de octubre el mayor general John L. Hines fue seleccionado para asumir el mando del III Cuerpo de Ejército, y el mayor general George H. Cameron fue devuelto a la 4.ª División como su nuevo comandante. La 4.ª División fue retirada del frente el 19 de octubre. Durante sus 24 días de combate la División había pagado un alto precio, con 244 oficiales y 7168 soldados muertos o heridos. Habían avanzado la línea de frente más de 13 kilómetros y habían capturado a 2731 prisioneros enemigos. La División fue trasladada a Lucey para pasar a formar parte del Segundo Ejército. El 22 de octubre, el mayor general Cameron recibió la orden de regresar a Estados Unidos para entrenar a nuevos reclutas. El mando de la unidad pasó temporalmente a manos den general de brigada Benjamin A. Poore, anterior comandante de la 7.ª Brigada, hasta la llegada del mayor general Mark L. Hersey que tomó el mando el 31 de octubre.

#### Final de la guerra
El armisticio que puso fin a la guerra fue firmado el 11 de noviembre de 1918. Las últimas víctimas en la División fueron sufridas por el 13.º Regimiento de Artillería de Campaña a las 14:00 h del mismo 11 de noviembre.
Las bajas totales de la 4.ª División de Infantería en la Primera Guerra Mundial fueron de 2611 muertos y 9895 heridos en combate.

### Fuerza de ocupación en Alemania
Según los términos del armisticio, Alemania debía evacuar todo el territorio situado al oeste de río Rin, incluyendo Renania. Tropas estadounidenses debían trasladarse al centro de dicha zona antes ocupada por los alemanes, y avanzar hacia Coblenza y sus puentes sobre el Rin, ocupando una cabeza de puente en la orilla oriental del río. La 4.ª División avanzó pues hacia Alemania, cubriendo 330 millas en 15 días, pasando a situar el cuartel general de la División en Bad Bertrich y cubriendo un área muy dispersa. La División creó un centro de entrenamiento para sus hombres, así como organizó actividades deportivas y educativas. En abril de 1919 la División fue trasladada a una nueva zona de ocupación más alejada hacia al norte, también sobre el Rin.

### Regreso a Estados Unidos y desactivación
En julio la División regresó a Francia, para finalmente regresar en barco a los Estados Unidos el 31 de julio de 1919. El 21 de septiembre de 1921, la 4.ª División fue desactivada en Fort Lewis, Washington D. C., en el marco de la Ley de Reorganización del Ejército de 1920.

### Segunda Guerra Mundial

#### Reactivación
Ante el estallido de la Segunda Guerra Mundial, aunque en un primer momento los Estados Unidos permanecieron neutrales, se dio inicio a un proceso de expansión de las fuerzas armadas. En el marco de dicho proceso, la 4.ª División de Infantería fue reactivada el 1 de junio de 1940 en Fort Benning, Georgia, quedando bajo el mando del mayor general Walter E. Prosser y siendo reorganizada como una división de infantería motorizada el 1 de agosto siguiente. Por otra parte, la 4.ª División de Infantería formó, con la 2.ª División Blindada, el I Cuerpo de Ejército Blindado.

#### Desembarco en Normandía

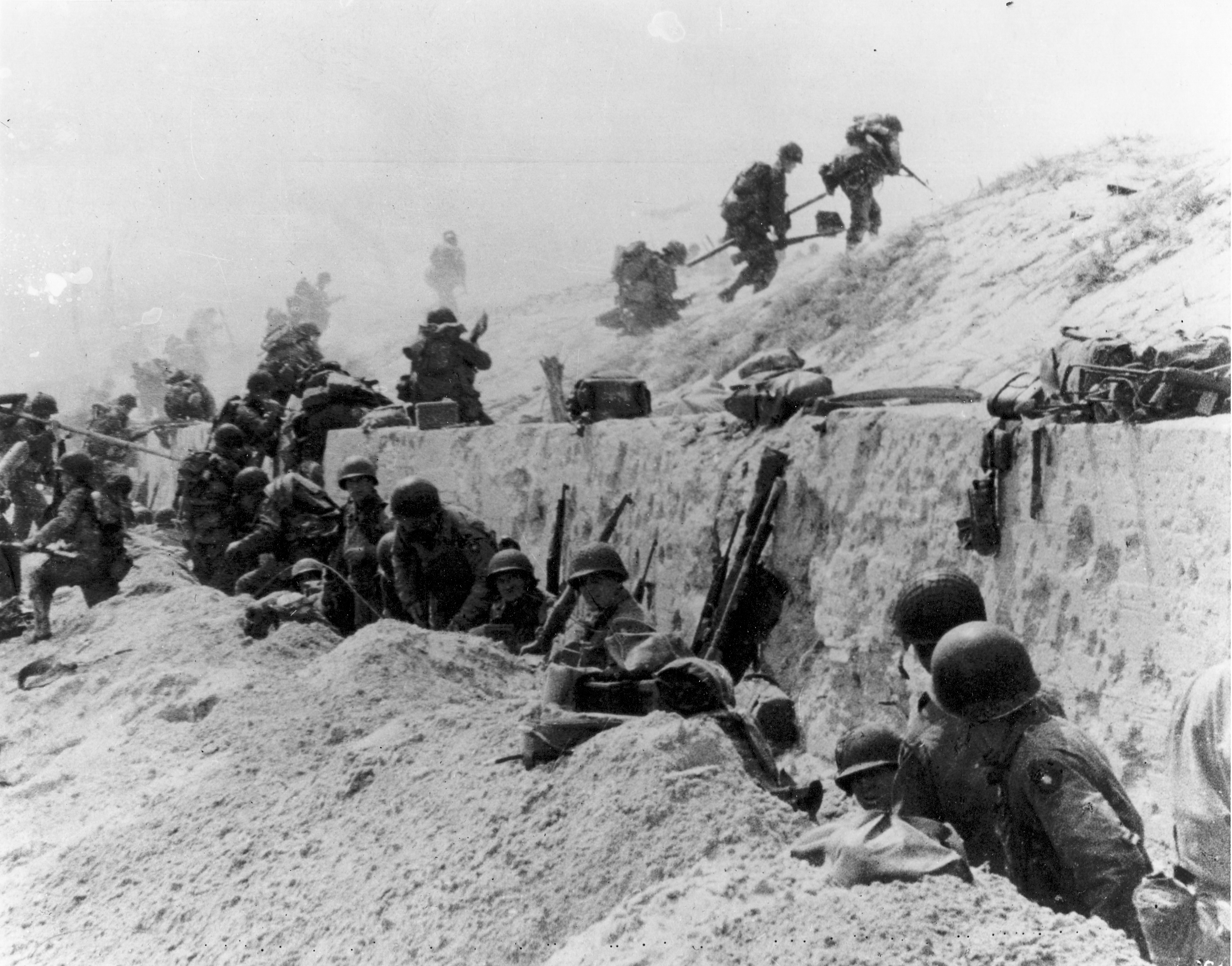
Desembarco en la Playa de Utah, salida de la playa de las tropas de la 4.ª División.

La División fue trasladada a Dry Prong, en el estado de Luisiana, para su entrenaimento, siendo enviada al Reino Unido a principios de 1944.
Desde allí tomó parte el 6 de junio de 1944 en el Desembarco en Normandía, haciéndolo en la Playa de Utah, con el 8.º Regimiento de Infantería, la primera unidad terrestre de los Aliados en desembarcar en las playas de Normandía el Día D.
Tras relevar a la 82.ª División Aerotransportada en Sainte-Mère-Église, para posteriormente dedicarse a la limpieza de la península de Cotentin y tomar luego parte en los combates para la toma del puerto de Cherburgo el 25 de junio (batalla de Cherburgo).
Después de la participación en la lucha cerca de Périers, el 6-12 de julio, la división se abrió camino por el flanco izquierdo del VII Ejército alemán, empujando a los restos de las unidades de la Wehrmacht hacia Avranches.
En el mes de agosto la unidad fue enviada hacia adelante para colaborar en la Liberación de París junto con la 2.ª División Blindada de la Francia Libre, colaborando en labores secundarias en la recuperación de París.

#### Bélgica y las Ardenas
Tras la retirada alemana y el avance de los Aliados, la División fue enviada a Bélgica, en la zona de Houffalize, para luego atacar la Línea Sigfrido en la zona de Eifel el 14 de septiembre, e hicieron varias penetraciones en la misma. Luego siguió un lento avance en el interior de Alemania en octubre, el 6 de noviembre la división entró en el bosque de Hürtgen, donde tuvo lugar la Batalla del Bosque de Hürtgen, donde la división fue empeñada en duros combates hasta principios de diciembre.
Debido al cansancio de la unidad, fue trasladada a un sector teóricamente más tranquilo, a Luxemburgo, donde se encontró metida de lleno en la ofensiva invernal alemana en las Ardenas (la Batalla de las Ardenas), iniciada el 16 de diciembre de 1944. Aunque sus líneas fueran duramente golpeadas por los alemanes, la División logró frenarles en Dickweiler y Osweiler, es más, contraatacando en enero a través del río Sauer, invadió posiciones alemanas en Fouhren y Vianden.

#### Cruce del Rin
Tras verse detenida en el río Prüm en febrero debido a la fuerte resistencia enemiga, la División finalmente lo atravesó el 28 de febrero en las proximidades de Olzheim, pasando a través del río Kyll el 7 de marzo. Después de un breve descanso, la 4.ª División atravesó el río Rin el 29 de marzo en Worms, para tomar y asegurar Würzburg; para el 3 de abril había establecido una cabeza de puente al otro lado del río Meno en Ochsenfurt. Avanzando rápidamente hacia el sudeste a través de Baviera, la división alcanzó Miesbach, junto al río Isar el 2 de mayo de 1945, cuando fue relevado, para inmediatamente, por el fin de la guerra, pasar a quedar destinada como fuerza militar de ocupación en Alemania.

#### Bajas
Durante toda la guerra, la 4.ª División de Infantería sufrió las siguientes bajas:
- 4097 muertos en combate.
- 17 371 heridos en combate.
- 757 muertos a causa de sus heridas

### Posguerra
La División regresó a Estados Unidos en julio de 1945, siendo destinada a Camp Butner, en Carolina del Norte, iniciándose preparativos para su despliegue en el océano Pacífico para continuar la guerra con el Japón. No llegó a ser enviado allí, ya que la guerra finalizó con anterioridad, y en la inmediata posguerra la División fue desactivada, concretamente el 5 de marzo de 1946. Sin embargo, fue reactivada como una división de entrenamiento, el 15 de julio de 1947, en Fort Ord, California.
El 1 de octubre de 1950 volvió a ser calificada de nuevo como unidad de combate, pasando a entrenarse en Fort Benning, Georgia. En mayo de 1951 fue transferida a Alemania como una de las cuatro divisiones que el Ejército de los Estados Unidos puso a disposición de la Organización del Tratado del Atlántico Norte en esos primeros años de la Guerra fría. El cuartel general de la División se hallaba en Fráncfort del Meno.
Tras una estancia de cinco años en Alemania, la División fue enviada de nuevo a Fort Lewis (Washington D. C.) en mayo de 1956. Dos de las unidades de la División, el 66.º Regimiento Blindado y la 4.ª Compañía de Señales, fueron enviados para tomar parte en la guerra de Corea.

### Guerra de Vietnam

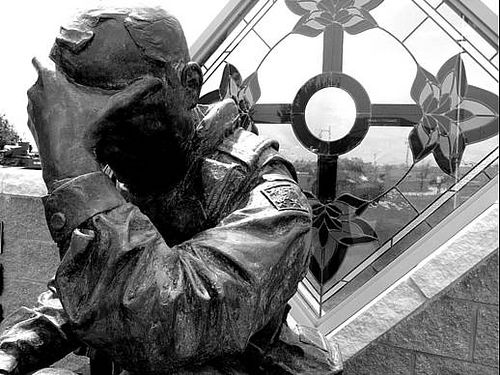
Memorial de la 4.ª División en Fort Hood.

La 4.ª División de Infantería fue desplegada de Fort Lewis a Camp Holloway, en Pleiku, Vietnam el 25 de septiembre de 1966, participando en la guerra de Vietnam durante más de cuatro años, hasta regresar a Fort Carson, Colorado el 8 de diciembre de 1970.
Dos brigadas operaron en la zona central de las tierras altas de Vietnam, en el sector del II Cuerpo de Ejército, pero su tercera Brigada, incluyendo el batallón blindado de la División, fue enviada a Tây Ninh, en el noroeste de provincia de Saigón para participar en la Operación Attleboro (de septiembre hasta noviembre de 1966), y en la posterior Operación Junction City (de febrero a mayo de 1967), ambos en la Zona de guerra C. Después casi un año de combates, los batallones de la tercera Brigada oficialmente pasaron a formar parte de la 25.ª División de Infantería, recibiendo a cambio los batallones de la tercera Brigada Posteriormente la División se desplegó en la provincia de Quang Ngai como parte de la Task Force Oregon, junto con la 23.ª División de Infantería.
Durante todo su servicio en Vietnam, la División participó en operaciones de combate en la zona de las tierras altas centro-occidentales, a lo largo de la frontera entre Camboya y Vietnam. La división sostuvo intensos combates contra fuerzas regulares del Ejército de Vietnam del Norte en las montañas que rodean Kontum durante el otoño de 1967.
La tercera Brigada de la división fue retirada de Vietnam en abril de 1970, para ser desactivada en Fort Lewis. En mayo el resto de la división participó en operaciones fronterizas durante la Campaña de Camboya. La 4.ª División regresó de Vietnam en diciembre, reuniéndose de nuevo en Fort Carson por su antigua tercera Brigada, llegada desde Hawái, donde esto había sido desplegado de nuevo como la parte de la 25.ª División de Infantería. Un batallón permaneció en Vietnam como un destacamento separado de la División hasta enero de 1972.

### Invasión de Irak

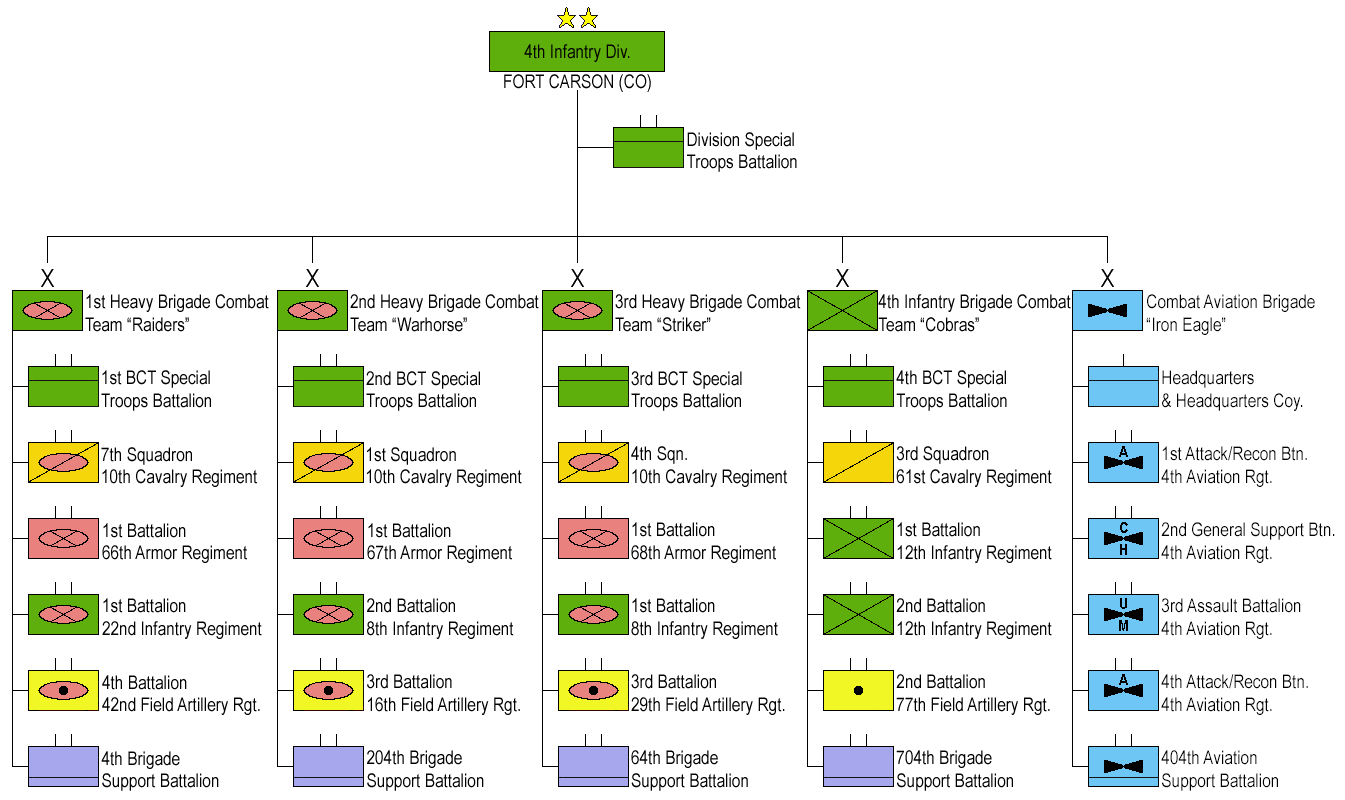
Organigrama de la División en 2007.

Tras entrar en estado de alerta el 19 de enero de 2003, la 4.ª División de Infantería se preparó en la primavera de 2003 para tomar parte en la Invasión de Irak en 2003, encabezando un avance desde Turquía hacia el norte de Irak. Sin embargo, la Asamblea Nacional de Turquía rechazó conceder la autorización necesaria para la operación, y el equipo de la división permaneció almacenado al exterior en la cubierta de los barcos de transporte durante todo el período en que se efectuó la realización de los preparativos para la guerra.
Llegados a Kuwait después de que la invasión ya hubiese comenzado, quedaron afectados por múltiples alertas de los misiles Scud lanzados contra los campamentos de Wolf y Udairi, en las que tuvieron que instalarse en búnkeres como medida de protección ante posibles ataques de guerra química. La División no había podido ser desplegada a tiempo para el comienzo de la invasión, pero se unió más tarde a la continuación del avance en abril de 2003 hacia Tikrit y Mosul, para más tarde se hizo una parte principal de fuerzas de ocupación durante el período de la posguerra.
Acuartelada en el propio palacio de Saddam Hussein, 4.ª División de Infantería se desplegó en el área del norte del Triángulo suní en las cercanías de Tikrit. La 4.ª División de Infantería fue utilizada en muchos lugares del norte de Irak, de Kirkuk a la frontera iraní, extendida por todas partes Irak del Norte de Kirkuk a la frontera iraní, pero también en el sur, como en la base de la Fuerza aérea de los Estados Unidos en Balad, ya que la tercera Brigada tenía su cuartel general en dicha base.
La 4.ª División de Infantería fue también quien desarmó la zona del norte de Irak en julio-agosto de 2003. El 13 de diciembre de ese mismo año, la primera Brigada de la 4.ª División capturó a Saddam Hussein, el anterior presidente de Irak. La división finalmente regresó de Irak en la primavera de 2004, siendo relevada por la 1.ª División de Infantería.
En este período, la División sufrió 81 bajas en combate.
El segundo despliegue de la división en Irak se inició a finales de 2005, sustituyendo en sus cuarteles a la 3.ª División de Infantería, que había estado llevando a cabo operaciones de seguridad en el Cuartel General de la División multinacional en Bagdad. La 4.ª División asumió sus nuevas responsabilidades el 7 de enero de 2006, respecto de cuatro provincias en Irak central y del sur: Bagdad, Karbala, Najaf y Babil. El 7 de enero de 2006, también asumió la responsabilidad de entrenar a las nuevas fuerzas de seguridad iraquíes y conducir operaciones de seguridad en las cuatro provincias.
Durante este segundo despliegue, la 3.ª Brigada de la 4.ª División de Infantería fue asignada para llevar a cabo operaciones de seguridad integrada en la Task Force Band of Brothers, inicialmente llevados a cabo por la 101.ª División Aerotransportada.
En este mismo despliegue, en mayo de 2007 la División había sufrido ya 227 muertos en combate.
A su regreso de Irak, la 4.ª División inmediatamente comenzó la reorganización hacia el nuevo sistema de estructuración del Ejército de los Estados Unidos, la llamada brigada modular.

## Mandos
1. Mayor general George H. Cameron: 3 de diciembre de 1917 a 16 de agosto de 1918.
2. General de brigada Benjamin A. Poore: 16 de agosto de 1918 a 27 de agosto de 1918.
3. General John L. Fines: 27 de agosto de 1918 a 11 de octubre de 1918.
4. Mayor general George H. Cameron: 11 de octubre de 1918 a 22 de octubre de 1918.
5. General de brigada Benjamin A. Poore: 22 de octubre de 1918 a 31 de octubre de 1918.
6. Mayor general Mark L. Hersey: 31 de octubre de 1918 a 1 de agosto de 1919.
7. General de brigada Walter E. Prosser: 16 de junio de 1940 a 9 de diciembre de 1940.
8. Mayor general Lloyd R. Fredendall: 9 de diciembre de 1940 a 18 de agosto de 1941.
9. Mayor general Oscar W. Griswald: 18 de agosto de 1941 a 7 de octubre de 1941.
10. Mayor general Fred C. Wallace: 7 de octubre de 1941 a 30 de junio de 1942.
11. Mayor general Terry de la Mesa Allen: diciembre de 1941.
12. Mayor general Raymond O. Barton: 3 de julio de 1942 a 26 de octubre de 1944.
13. General de brigada Harold W. Blakeley: 18 de septiembre de 1944 a 20 de septiembre de 1944.
14. Mayor general Harold R. Bull: 20 de septiembre de 1944 al 29 de septiembre de 1944.
15. General de brigada James A. Van Fleet: 29 de septiembre de 1944 al 4 de octubre de 1944.
16. Mayor general Harold W. Blakeley: 27 de diciembre de 1944 a octubre de 1945.
17. Mayor general George P. Hays: octubre de 1945 a marzo de 1946.
18. Mayor general Jens A. Doe: 15 de julio de 1947 a 28 de febrero de 1949.
19. Mayor general Robert T. Frederick: 28 de febrero de 1949 a 10 de octubre de 1950.
20. Mayor general Hartan N. Hartness: 10 de octubre de 1950 a 5 de abril de 1953.
21. Mayor general Joseph H. Harper: 6 de abril de 1953 a 13 de mayo de 1955
22. Mayor general Clyde D. Eddleman: 13 de mayo de 1955 a 24 de mayo de 1955.
23. Mayor general Rinaldo Van Brunt: 24 de mayo de 1955 a 15 de mayo de 1956.
24. Mayor general Paul L. Freeman: 15 de septiembre de 1956 a 20 de enero de 1957.
25. Mayor general William W. Quin: 20 de enero de 1957 a mayo de 1958.
26. Mayor general John H. McGee: junio de 1958 a agosto de 1958.
27. Mayor general Louis W. Truman: agosto de 1958 a junio de 1960.
28. Mayor general William F. Train: julio de 1960 a abril de 1962.
29. Mayor general Frederick R. Zierath: abril de 1962 a agosto de 1963.
30. Mayor general Claire E. Hutchin Jr.: septiembre de 1963 a junio de 1965.
31. Mayor general Arthur S. Collins Jr.: junio de 1965 a enero de 1967.
32. Mayor general William R. Peers: enero de 1967 a enero de 1968.
33. Mayor general Charles P. Stone: enero de 1968 a noviembre de 1968.
34. General de brigada Donn R. Pepke: noviembre de 1968 a noviembre de 1969.
35. Mayor general Glenn D. Walker: noviembre de 1969 a junio de 1970.
36. Mayor general William A. Burke: junio de 1970 a diciembre de 1970.
37. Mayor general John C. Bennett: 10 de diciembre de 1970 a 24 de agosto de 1972.
38. Mayor general James F. Hamlet: 25 de agosto de 1972 a 14 de octubre de 1974.
39. Mayor general John W. Vessey Jr.: 15 de octubre de 1974 a 1 de agosto de 1975.
40. Mayor general Williams W. Palmer: 2 de agosto de 1975 a 15 de octubre de 1976.
41. Mayor general John F. Forrest: 16 de octubre de 1976 a 18 de septiembre de 1978.
42. Mayor general Louis C. Menetrey: 19 de septiembre de 1978 a 11 de septiembre de 1980.
43. Mayor general John W.Hudachek: 12 de septiembre de 1980 a 30 de julio de 1980.
44. Mayor general T. G. Jenes Jr.: 6 de junio de 1988 al 24 de mayo de 1990.
45. Mayor general G. T. Bartlett: 14 de abril de 1984 al 6 de junio de 1986.
46. Mayor general James R. Hall Jr.: 6 de junio de 1986 a 22 de junio de 1988.
47. Mayor general Dennis J. Reimer: 22 de junio de 1988 a 25 de mayo de 1990.
48. Mayor general Neal T. Jaco: 25 de mayo de 1990 a 4 de octubre de 1991.
49. Mayor general Guy A. J. La Boa: 4 de octubre de 1991 a 22 de octubre de 1993.
50. Mayor general Thomas A. Schwartz 22 de octubre de 1993 a 29 de noviembre de 1995.
51. Mayor general Robert S. Coffey: mayo de 1994 a junio de 1996.
52. Mayor general Paul J. Kern: junio de 1996 a junio de 1997.
53. Mayor general William S. Wallace: junio de 1997 a 29 de junio de 1999.
54. Mayor general Benjamin S. Griffin: 29 de junio de 1999 a 24 de octubre de 2001.
55. Mayor general Raymond T. Odierno: 24 de octubre de 2001 a 18 de junio de 2004.
56. Mayor general James D. Thurman: 18 de junio de 2004 a 19 de enero de 2007.
57. Mayor general Jeffery Hammond : 19 de enero de 2007 a 16 de julio de 2009.
58. Mayor general David G. Perkins: 16 de julio de 2009 a la actualidad.